# Casiano de Prado
Casiano de Prado y Vallo (Santiago de Compostela, 13 de agosto de 1797-Madrid, 4 de julio de 1866) fue un ingeniero de minas y geólogo español.

## Biografía
Estudió en la Universidad de Santiago de Compostela y participó, desde muy joven, en la política. 
En 1817 fue detenido por la Inquisición española acusado de "proposiciones" (formular ideas contrarias a la religión católica) y de leer con frecuencia libros prohibidos. Pasó cuatrocientos días recluido e incomunicado en las cárceles secretas de la Inquisición de Santiago de Compostela. Ni siquiera se le permitió contactar con su madre y tampoco se le permitió que leyera libros relacionados con las ciencias naturales «y si pedía en esto alguna gracia, se me reputaba de criminal», como él mismo declaró en un artículo publicado tres años después durante el Trienio Liberal.
Fue director del distrito minero de Aragón y Cataluña, y más tarde de las minas de Almadén, a cuyo enriquecimiento contribuyó con sus investigaciones geológicas. Después de desempeñar otras misiones en distintos lugares, entre ellos las minas de Riotinto, se trasladó a Madrid en 1849 para formar parte de la Comisión para la Carta Geológica de Madrid y General del Reino (actual Instituto Geológico y Minero de España). Fue director de la Revista Minera, inspector general de Minas, miembro de mérito de la Sociedad Geológica de Londres y académico de la Real Academia de Ciencias Exactas, Físicas y Naturales de Madrid, desde 1865.

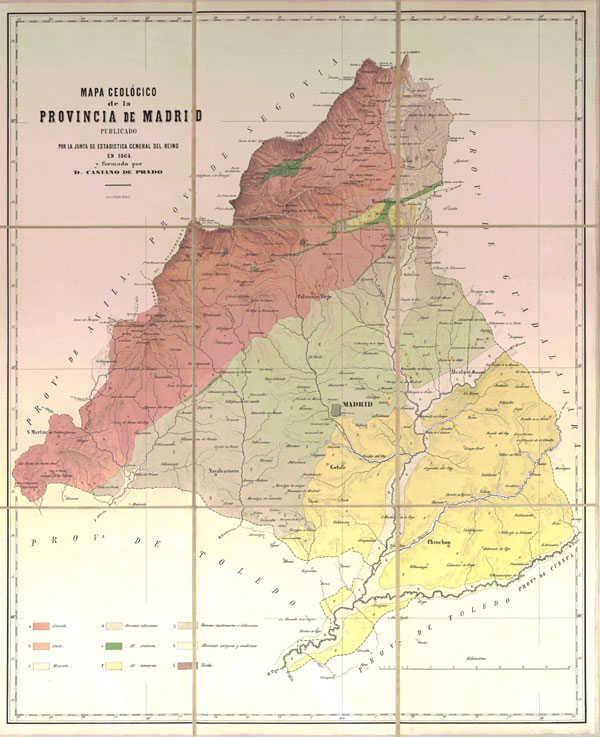
Mapa geológico de la provincia de Madrid (1864), realizado por Casiano de Prado.

Se ocupó de mineralogía, petrografía y paleontología. En este último campo le corresponde el mérito, junto con Mariano de la Paz Graells, de haber dado a conocer los restos de elefantes, aparecidos en 1850, en el tejar de San Isidro de Madrid, después tradicional yacimiento del Paleolítico español. En las proximidades encontró, en las formaciones del Mioceno, varios restos de mamíferos terciarios que más tarde clasificó el paleontólogo Paul Gervais.

## Obras
Entre sus numerosos trabajos de investigación destacan el mapa geológico de las provincias de Madrid (1852), Valladolid (1854), Segovia (1855) y Palencia (1856) y otras importantes reseñas referidas a otras zonas de Castilla y León. De todos ellos, el principal es el titulado Reseña física y geológica de la Provincia de Madrid (1864), trabajo muy concienzudo, con gran contenido de datos de primera mano, obra que continúa siendo consultada por los investigadores. Va acompañada de un bosquejo de mapa geológico de la provincia, única representación gráfica de la misma durante muchos años. Esta publicación le valió ser nombrado director de la Comisión permanente de Geología industrial.
Otras obras fueron Vindicación de la Geología (1835), Diccionario de las voces más usadas en minería (1848), Ascensión a los Picos de Europa (1853) y Los terremotos de la provincia de Almería (1863).